# Pedro Carbonell
Pedro Carbonell (Palma di Maiorca, 1969) è uno sportivo spagnolo, ex pescatore subacqueo in apnea.
considerato uno dei migliori interpreti nella storia di questa disciplina.
Nipote della leggenda José Amengual, Carbonell è uno dei tester di attrezzature subacquee più accreditati dell'intero panorama internazionale, attualmente sotto contratto Beuchat. Nonostante la non eccessiva statura è dotato di una capacità polmonare di circa 6 litri e di un'acquaticità impressionante, nel bassofondo come nell'abisso. Pescatore completo, si è dimostrato in grado di primeggiare a livello nazionale e mondiale su ogni campo gara, conseguendo risultati che lo consacrano come uno dei mostri sacri di questo sport.
Tra i numerosi titoli assoluti spagnoli e i trofei conquistati nel suo palmarès spiccano ben 4 campionati euroafricani e 3 mondiali individuali.